# Эшбах (приток Вуппера)
Эшбах (нем. Eschbach) — река в Германии, протекает по земле Северный Рейн-Вестфалия. Площадь бассейна реки составляет 33,257 км². Длина реки — 12 км. Приток Вуппера. Название переводится как «пепельный ручей». На реке построена первая в Германии плотина для обеспечения питьевой водой города Ремшайд.